# Associação de Futebol de Gibraltar
A Gibraltar Football Association(em português:Associação de Futebol de Gibraltar) é a entidade máxima do futebol em Gibraltar.Foi fundada em 1895 e é responsável pela organização de campeonatos de alcance nacional, como o Campeonato Gibraltino, além da Gibraltar Premier Cup, a Gibraltar Division 2 Cup, a Pepe Reyes Cup e a Rock Cup.

## Filiação aUEFA
A tão esperada filiação a UEFA aconteceu em 2013. A Real Federação Espanhola de Futebol foi totalmente contra essa decisão e garantiu que não haverá partidas oficiais entre as duas seleções e tampouco entre seus clubes.

## A 1ª partida como membro daUEFA
A primeira partida de Gibraltar como membro da UEFA foi contra a Eslováquia e ocorreu no dia 19 de novembro de 2013. A partida acabou empatada por zero a zero, empate muito comemorado pelos gibraltinos.

## Competições organizadas

### Futebol masculino
| Competição                         | Edição atual | Última edição | Atual campeão            |
| ---------------------------------- | ------------ | ------------- | ------------------------ |
| Campeonato Gibraltino - 1ª divisão | 2021-22      | 2021-22       | Lincoln Red (34º título) |
| Campeonato Gibraltino - 2ª divisão | 2021-22      | 2021-22       |                          |
| Copa da Primeira Divisão           | 2021-22      | 2021-22       | Lincoln Red (3º título)  |
| Copa da Segunda Divisão            | 2021-22      | 2013-14       |                          |
| Copa de Gibraltar                  | 2015         | 2014          | Lincoln Red (14º título) |
| Supercopa de Gibraltar             | 2020         | 2020          | Lincoln Red (14º título) |

### Futebol Feminino
| Competição                                | Edição atual | Última edição | Atual campeão |
| ----------------------------------------- | ------------ | ------------- | ------------- |
| Campeonato Gibraltino de Futebol Feminino | 2014-15      | 2013-14       |               |